# One One One Eagle Street
One One One Eagle Street es el edificio de oficinas más alto de Brisbane, Queensland, Australia, situado en el distrito financiero. Con una clasificación de diseño de oficinas de 6 estrellas Green Star, el edificio es parte de la zona del distrito financiero llamada "Triángulo de Oro". Se sitúa en la ubicación del antiguo edificio Indigo House, que fue demolido en seis meses, que comenzaron en 2008. El 95% de todos los residuos del edificio antiguo se van a reciclar o reutilizar.
Se sitúa entre los edificios Riverside Centre y Riparian Plaza. El edificio tiene 54 plantas, incluidas 44 plantas de espacio de oficinas de primera calidad y 115 plazas en el aparcamiento por encima del suelo. Fue construido por Leighton Contractor. La construcción del edificio costó $ 700 millones.

## Diseño
El edificio tiene una estructura de acero y fue diseñado por los arquitectos Cox Rayner inspirándose en la naturaleza. Su diseño se basa en el algoritmo de crecicimiento de las plantas hacia la luz. Las alturas de los pisos son de 3,1 m, con un exterior totalmente acristalado para maximizar las vistas.
Uno de los aspectos más importantes del edificio es su atención a la sostenibilidad, con características como generadores de energía in situ a gas, para reducir el impacto de la producción de CO2 o un 50% más de ventilación que la mayoría de edificios de oficinas de Australia. También usa el proceso de rechazo de calor hacia un río para reducir el esfuerzo de las torres de refrigeración y ahorrar millones de litros de agua. Hay también una propuesta de una planta de reciclaje de agua d0el edificio, para la gestión de aguas residuales que serían usadas, junto con tanques de agua de lluvia, en los aseos y el riego. Las persianas se activan por sensor para atrapar el aire caliente antes de bombearlo hacia fuera.
El exterior del edificio está decorado con 52.000 LEDs.  El diseño de la iluminación imita las ramas de una cercana higuera de Bahía Moretón.

## Construcción
El administrador y director del proyecto de One One One Eagle Street es Sweett Group. La excavación de los sótanos fue realizada mientras se construían las plantas superiores, un proceso conocido como método de arriba hacia abajo.
La coronación del edificio fue celebrada el 18 de marzo de 2011, aunque quedaban dos plantas técnicas por completar.

## Ocupantes
Los ocupantes confirmados incluyen Ernst & Young, Australia and New Zealand Banking Group, Gadens Lawyers y Norton Rose Lawyers. Los primeros ocupantes se trasladaron al edificio en julio de 2012.
Los ocupantes tiene el servicio de conserje de oficinas.